# Ali Fathi Ganji
Ali Fathi Ganji (persisch علی فتحی گنجی; * 21. April 2001) ist ein iranischer Leichtathlet, der sich auf den Speerwurf spezialisiert hat und der eine Zeit lang Inhaber des Landesrekordes war.

## Sportliche Laufbahn
Erste internationale Erfahrungen sammelte Ali Fathi Ganji im Jahr 2022, als er bei den Islamic Solidarity Games in Konya mit einer Weite von 71,42 m die Bronzemedaille hinter dem Pakistaner Arshad Nadeem und Ahmed Bader Magour aus Katar gewann. 2025 gelangte er bei den Asienmeisterschaften in Gumi mit 72,11 m auf den elften Platz.
In den Jahren 2021 und 2025 wurde Ganji iranischer Meister im Speerwurf.